# Sy Lee
Sy Lee (født 21. februar 1987 i Aarhus) er en dansk-vietnamesisk TV-personlighed, som har medvirket i en lang række af underholdningsprogrammer på bl.a. TV3, TV2 Zulu og Kanal 4. Han er nok mest kendt for sin deltagelse i realityprogrammerne Fristet og Divaer i Junglen. Han har blandt andet arbejdet som blogger, influencer og personlig træner.
Han arbejder nu som sygeplejerske.[kilde mangler]

## TV-karriere
Sy Lees tv-karriere startede i 2011, da han blev landskendt via sin deltagelse i TV3s store realitysatsning Fristet. Programmet centrerede om etik og moral og blev filmet i to luksus-villaer i Alanya, Tyrkiet. Sy Lees flamboyante personlighed, naivitet og de evige spekulationer om hans seksualitet gjorde ham til en unik og interessant spiller for de andre deltagere i programmet og ikke mindst seerne derhjemme.  
Under programmet skrev og fremførte Sy Lee sin helt egen Fristet-sang, som afspejlede hans oplevelse af opholdet i Tyrkiet. Sangen gik viralt på YouTube. Det landede ham en gæsteoptræden i Natholdet, hvor han sang Fristet-sangen i duet med Mikael Bertelsen.
I 2012 deltog Sy Lee i realityprogrammet Divaer i Junglen på TV3, hvor 10 af Danmarks største realitypersonligheder blev sat til at dyste mod hinanden om 100.000 kr. dybt inde i Costa Ricas jungle.
I 2015 var Sy Lee gæstestjerne i Danmarks Ninja Warrior, men fuldførte ikke forhindringsbanen.
I 2019 var Sy Lee tilbage på skærmen sammen med sin familie i programmet Family Food Fight på Kanal 4. Familien Lee røg dog ud lige inden semifinalen.
I 2020 var Sy Lee med i realityprogrammet Plastikkongerne på Kanal 4, hvor han fik foretaget sin første skønhedsoperation.

## Modelkarriere
Sy Lee har arbejdet som model, siden han var 16 år og repræsenteret Danmark i to internationale skønhedskonkurrencer. I 2015 deltog han i Mister Universal Ambassador i Indonesien. Her blev han kåret som ‘Mister Universal Europe’ og vandt talentkonkurrencen ‘Best World Speech’.
I 2016 drog Sy Lee til Kina som den danske repræsentant i Grand Slam skønhedskonkurrencen Manhunt International, som er verdens ældste og mest prestigefyldte skønhedskonkurrence for mænd. Han kom i World Final og var i blandt top 15 ud af i alt 60 deltagere. Han vandt desuden specialprisen ‘Best Sexy Model'.

## Privatliv og opvækst
Sy Lee er barn af vietnamesiske forældre, som kom til Danmark som flygtninge under Vietnamkrigen. Han blev født i Aarhus, hvor han tilbragte de første par år af sin opvækst. Da han var 2 flyttede ham og hans familie til Australien, hvor de blev til han var 7. Herefter vendte familien hjem til Danmark igen og bosatte sig i Vollsmose i Odense. Sy Lee har således haft en særdeles hård opvækst grundet hans feminine udseende og væremåde, som ikke harmonerede godt med ghettomiljøet i Vollsmose.

## Filmografi
| År   | Titel                                        | Kanal    | Programtype   |
| ---- | -------------------------------------------- | -------- | ------------- |
| 2011 | Fristet - hvor langt vil du gå               | TV3      | Reality       |
| 2011 | Natholdet Julespecial                        | TV2      | Underholdning |
| 2012 | Divaer i Junglen                             | TV3      | Reality       |
| 2014 | For Lækker TIl Love                          | TV3      | Reality       |
| 2015 | Danmarks Ninja Warrior                       | Kanal 5  | Underholdning |
| 2016 | Realitystjerner - Hævnen Er Sjov (Penthouse) | TV2 Zulu | Underholdning |
| 2019 | Family Food Fight                            | Kanal 4  | Underholdning |
| 2020 | Plastikkongerne                              | Kanal 4  | Underholdning |

## Diskografi
Singler
- "Fristet" (2011)
- "Vær Dig Selv" (2012)
- "Catwalk" (2014)
- "Helt Alene" (2015)

## Referenceliste
1. ↑  https://www.instagram.com/reel/DNQsrF4s5f7/?igsh=c2FuY2prMmFjajVn
2. ↑  Sy Lees V.I.P.EDIA
3. ↑  Sy Lee fandt guld efter realitykarrieren.
4. ↑  Sy Lee synger fristet-sang i Natholdet.
5. ↑  "Tv-vært til Sy Lee: Så er det bare at springe ud". Arkiveret fra originalen 13. oktober 2015. Hentet 3. maj 2020.
6. ↑  Sy Lee i nyt tv-program.
7. ↑  Sy Lee vender tilbage til skærmen.
8. ↑  AV! Så langt går Sy Lee for skønheden. (Webside ikke længere tilgængelig)
9. ↑  Sy Lee repræsenterer Danmark i den internationale skønhedskonkurrence for mænd, Manhunt International.
10. ↑  Sy Lee: Jeg vandt to priser
11. ↑  Mobbet som barn: Fynsk model stiller op for Danmark i skønhedskonkurrence
12. ↑  "Misterology Magazine Paper – December 2016". Arkiveret fra originalen 30. november 2017. Hentet 3. maj 2020.
13. ↑  Sy Lee: Det var svært for mine forældre
14. ↑  Sy Lee: Vi var selv flygtninge
15. ↑  Sy Lee mener, det er svært at få lov til at være sig selv i Danmark.